# غلين روبنسون
غلين روبنسون (بالإنجليزية: Glenn Robinson)‏ مواليد 10 يناير 1973 في غاري، هو لاعب كرة سلة أمريكي سابق بدأ مسيرته الاحترافية في سنة 1994 وحمل الرقم 13 و31 و3. اعتزل اللعب في 2005.

## فرق لعب لها
- ميلووكي باكز
- أتلانتا هوكس
- فيلادلفيا سفنتي سيكسرز
- سان أنطونيو سبرز

## روابط خارجية
- غلين روبنسون على موقع إن بي أي (الإنجليزية)
- غلين روبنسون على موقع سبورتس رفرنس (الإنجليزية)
- غلين روبنسون على موقع كرة السلة الأوروبية.كوم (الإنجليزية)
- غلين روبنسون على موقع كلية كرة السلة في سبورتس رفرنس.كوم (الإنجليزية)
- غلين روبنسون على موقع ريلجم (الإنجليزية)
- غلين روبنسون على موقع بروبوليرز (الإنجليزية)